# Birchgrove (Anglia)
Birchgrove – przysiółek w Anglii, w West Sussex. Leży 9,2 km od miasta Haywards Heath, 59,6 km od miasta Chichester i 52 km od Londynu. Birchgrove jest wspomniana w Domesday Book (1086) jako Bontegraue.